# Plauen
Plauen (en sorabo: Plawno; en checo: Plavno) es una ciudad de Sajonia, al este de Alemania. Está situada cerca de la frontera de Baviera y la República Checa. No debe confundirse con Plauen, también en Sajonia, un antiguo pueblo, ahora ciudad del distrito de Dresde.

## Historia

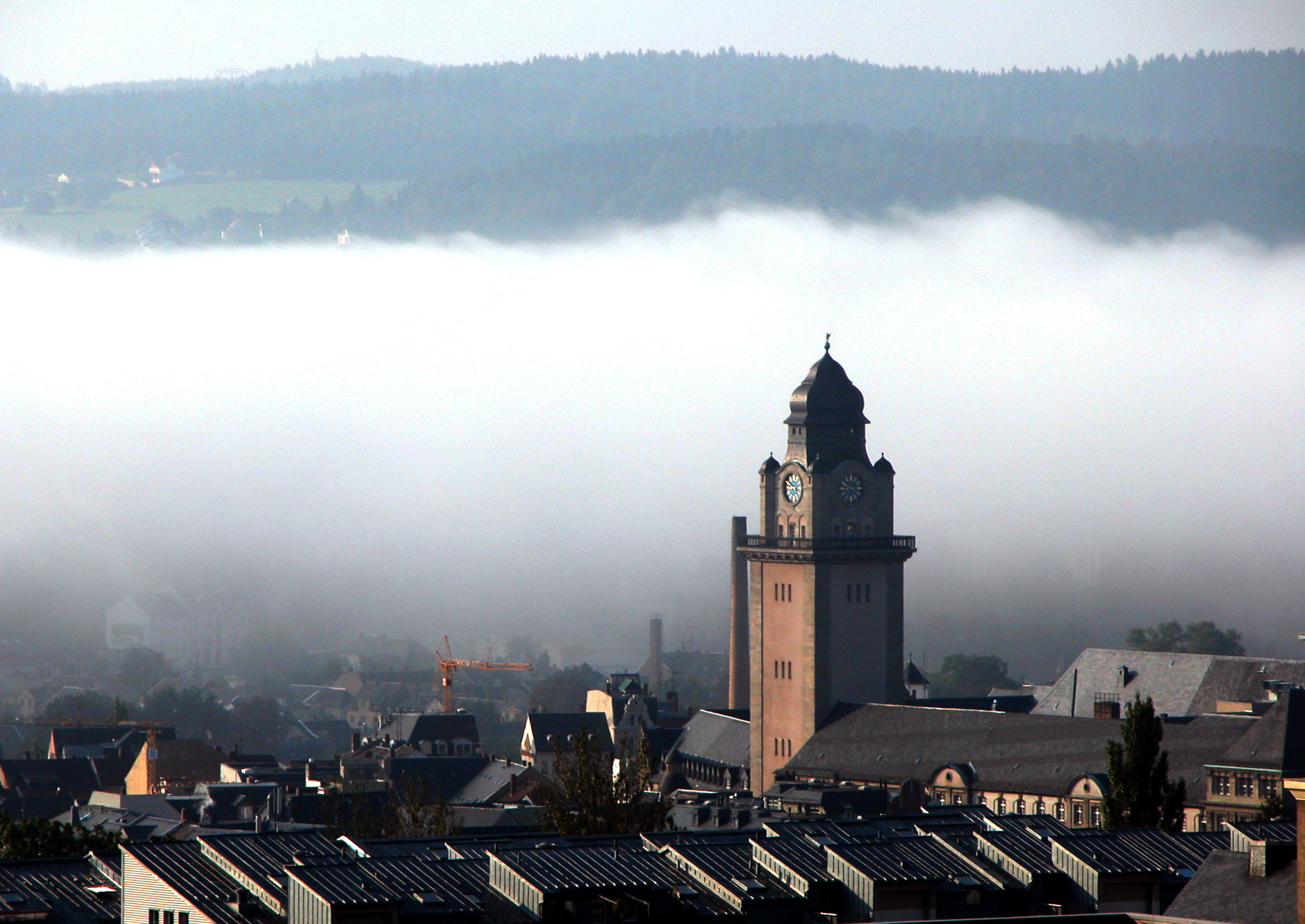
Vista de Plauen

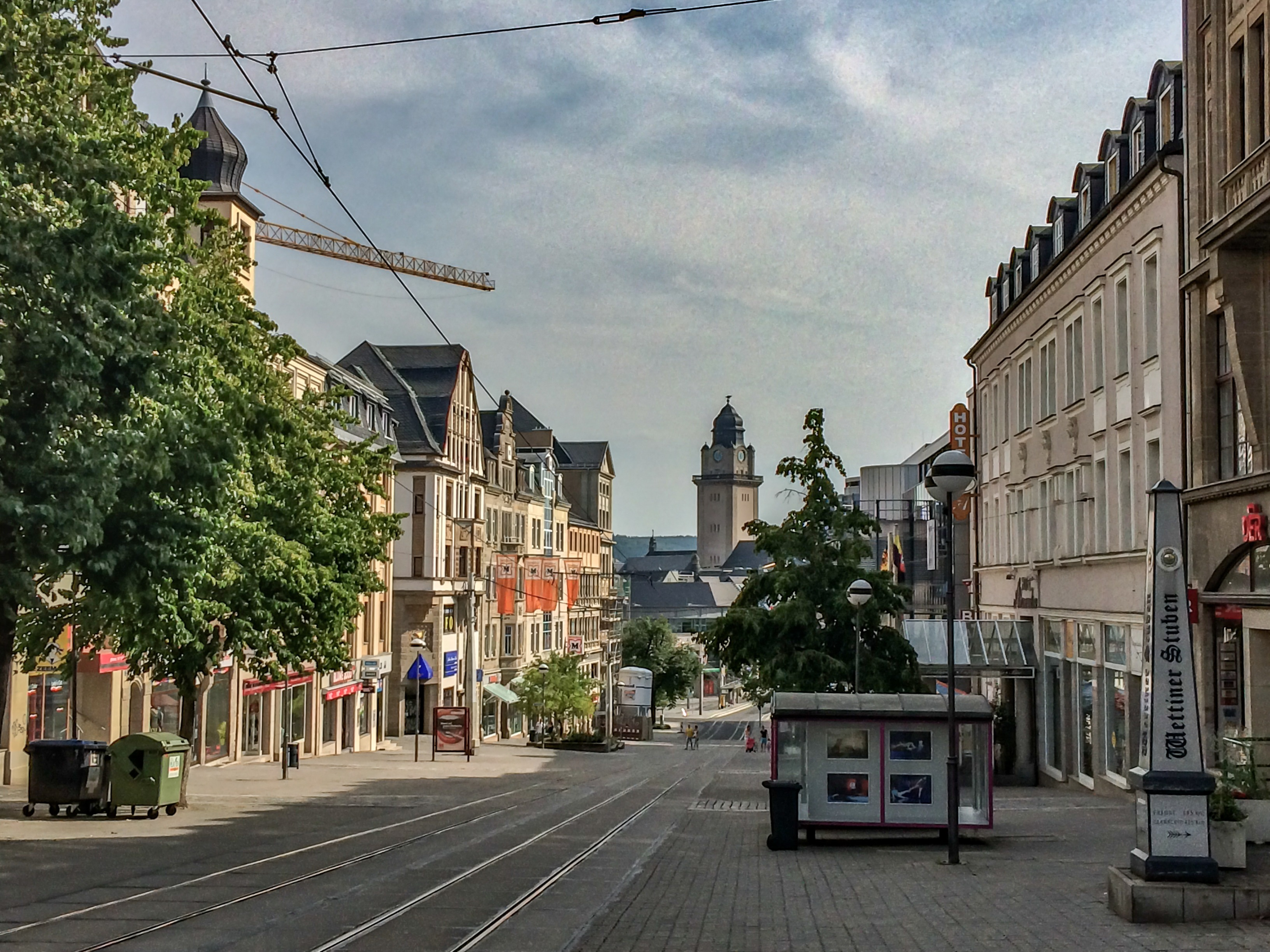
Centro histórico de Plauen

La ciudad fue fundada por eslavos en el siglo XII y pasó a dominio de Bohemia en 1327 y Sajonia en 1466. La población es de 69 160 habitantes (sep. 2005). A fines del siglo XIX, Plauen se convirtió en un centro de fabricación textil, especializado en encajes. Alrededor de 1910 Plauen alcanzó su  población máxima (censo de 1910: 121 000 habitantes; censo de 1912: 128 000 - su máxima población).  
Desde 1945, perteneció a la Zona soviética de Alemania, y desde 1949 hasta 1990 a la República Democrática Alemana. Durante ese tiempo tuvo una gran guarnición de ocupación del ejército soviético y en los últimos años de la Alemania oriental se creó la escuela oficial de la guardia de fronteras (Grenztruppen der DDR). La población de Plauen disminuyó dramáticamente desde la II Guerra Mundial (en 1939 tenía 111 000 habitantes). 
Por la reforma de distritos del 1 de julio de 2008 la ciudad de Plauen perdió su condición de distrito urbano y se incluyó en el distrito de Vogtland, convirtiéndose además en capital del mismo.